# Доманове (пункт контролю)

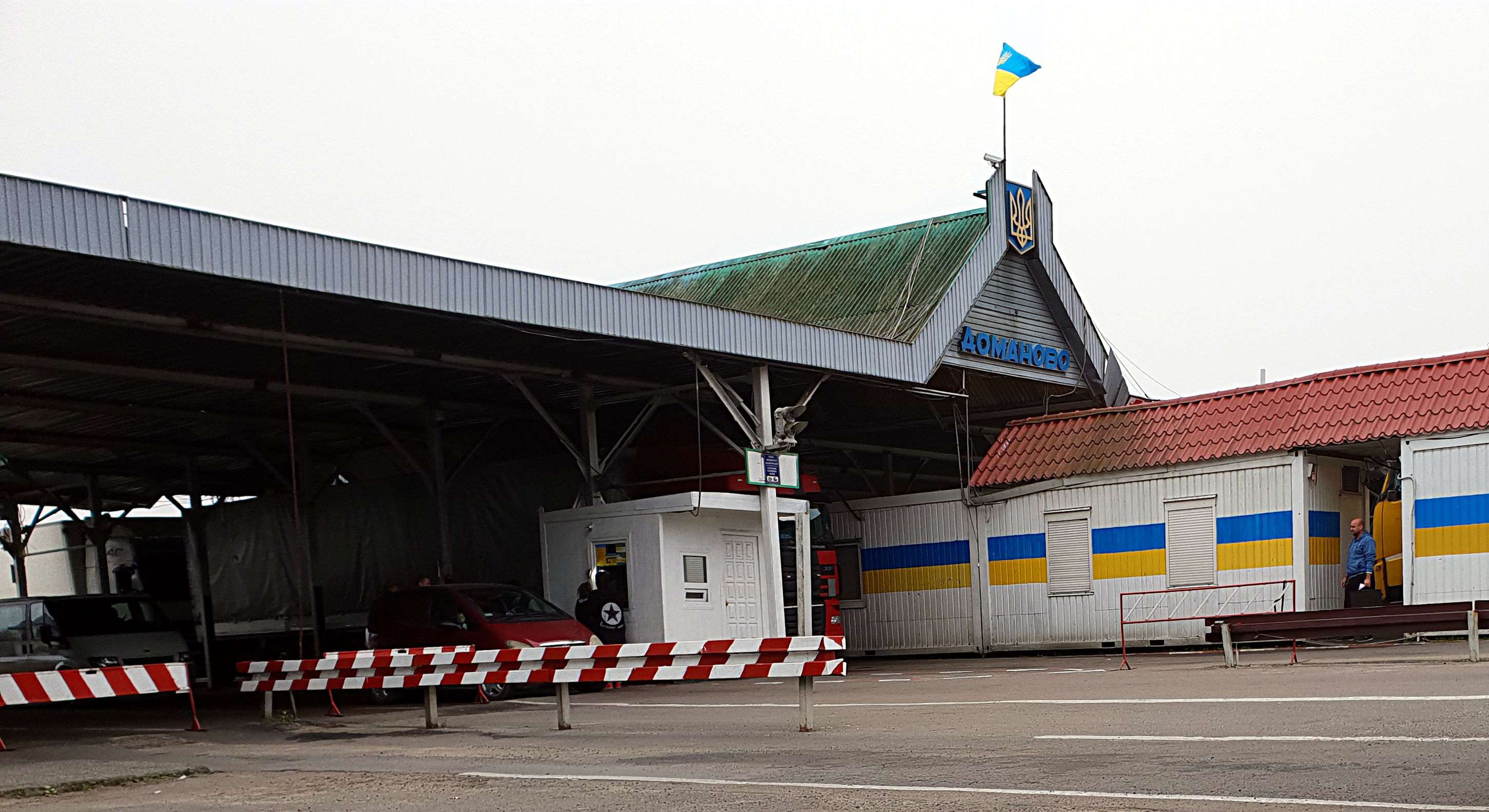
Пункт контролю «Доманове»

51°49′14.7″ пн. ш. 24°19′19.8″ сх. д. / 51.820750° пн. ш. 24.322167° сх. д.
Дома́нове — пункт пропуску через державний кордон України на кордоні з Білоруссю.
Розташований у Волинській області, Ратнівський район, поблизу однойменного села на автошляху E85 та М19. З білоруського боку знаходиться пункт пропуску «Мокрани» на трасі М12 / E85 у напрямку Кобрина.
Вид пункту пропуску — автомобільний. Статус пункту пропуску — міжнародний.
Характер перевезень — пасажирський, вантажний.
Окрім радіологічного, митного та прикордонного контролю, пункт пропуску «Доманове» може здійснювати санітарний, фітосанітарний, ветеринарний, екологічний контроль та контроль Служби міжнародних автомобільних перевезень.
Пункт пропуску «Доманове» входить до складу митного посту «Доманово» Ягодинської митниці. Код пункту пропуску — 20508 10 00 (11).